# Chelonus calcaratus
Chelonus calcaratus är en stekelart som först beskrevs av Vladimir Ivanovich Tobias 1989.  Chelonus calcaratus ingår i släktet Chelonus och familjen bracksteklar. Inga underarter finns listade i Catalogue of Life.